# Bruno Guimarães
Bruno Guimarães Rodriguez Moura (Rio de Janeiro, 16 november 1997) is een Braziliaans voetballer die doorgaans speelt als middenvelder. In januari 2022 verruilde hij Olympique Lyon voor Newcastle United. Guimarães maakte in 2020 zijn debuut in het Braziliaans voetbalelftal.

## Clubcarrière
Guimarães speelde in de jeugd van Audax Rio de Janeiro en daarna bij Audax São Paulo. In mei 2017 huurde Athletico Paranaense de middenvelder voor één jaar. Hij maakte zijn debuut in de Série A op 17 juni 2017, toen op bezoek bij Atlético Goianiense met 0–1 werd gewonnen door een doelpunt van Sidcley. Guimarães mocht in de vierenzeventigste minuut invallen voor Deivid. In maart 2018 werd de huurperiode omgezet in een permanente overstap. Guimarães tekende een contract tot en met december 2021 bij Athletico Paranaense. In januari 2020 haalde Olympique Lyon de middenvelder voor een bedrag van circa twintig miljoen euro naar Frankrijk. Hij tekende een contract tot medio 2024. Op 21 februari maakte de Braziliaan zijn competitiedebuut voor Lyon, toen op bezoek bij FC Metz met 0–2 gewonnen werd.
Twee jaar na zijn komst werd Guimarães voor een bedrag van ruim veertig miljoen euro overgenomen door Newcastle United, waar hij zijn handtekening zette onder een verbintenis voor de duur van vijfenhalf jaar. Aan het einde van het seizoen 2022/23 plaatste hij zich met Newcastle voor de UEFA Champions League. In oktober 2023 werd zijn contract opengebroken en met twee seizoenen verlengd tot medio 2028. Tijdens het seizoen 2023/24 legde Guimarães een totaal van 423 kilometer af tijdens zijn 37 optredens in de Premier League, het meeste van alle spelers die jaargang. De Braziliaan werd in augustus 2024 aangewezen tot nieuwe aanvoerder van Newcastle United.

## Clubstatistieken
| Seizoen | Club                   | Competitie     | Competitie | Competitie | Beker | Beker | Internationaal | Internationaal | Totaal | Totaal |
| Seizoen | Club                   | Competitie     | Wed.       | Dlp.       | Wed.  | Dlp.  | Wed.           | Dlp.           | Wed.   | Dlp.   |
| ------- | ---------------------- | -------------- | ---------- | ---------- | ----- | ----- | -------------- | -------------- | ------ | ------ |
| 2017    | Audax São Paulo        | Série D        | 0          | 0          | 1     | 0     | —              | —              | 1      | 0      |
| 2017    | → Athletico Paranaense | Série A        | 4          | 0          | 0     | 0     | 1              | 0              | 5      | 0      |
| 2018    | Athletico Paranaense   | Série A        | 32         | 1          | 3     | 0     | 11             | 2              | 46     | 3      |
| 2019    | Athletico Paranaense   | Série A        | 25         | 2          | 8     | 1     | 10             | 2              | 43     | 5      |
| 2019/20 | Olympique Lyon         | Ligue 1        | 3          | 0          | 2     | 0     | 4              | 0              | 9      | 0      |
| 2020/21 | Olympique Lyon         | Ligue 1        | 33         | 3          | 4     | 0     | —              | —              | 37     | 3      |
| 2021/22 | Olympique Lyon         | Ligue 1        | 20         | 0          | 0     | 0     | 5              | 0              | 25     | 0      |
| 2021/22 | Newcastle United       | Premier League | 17         | 5          | 0     | 0     | —              | —              | 17     | 5      |
| 2022/23 | Newcastle United       | Premier League | 32         | 4          | 8     | 1     | —              | —              | 14     | 3      |
| 2023/24 | Newcastle United       | Premier League | 37         | 7          | 7     | 0     | 6              | 0              | 50     | 7      |
| 2024/25 | Newcastle United       | Premier League | 32         | 4          | 9     | 0     | —              | —              | 41     | 4      |
| Totaal  | Totaal                 | Totaal         | 235        | 26         | 42    | 2     | 37             | 4              | 314    | 32     |

Bijgewerkt op 17 april 2025.

## Interlandcarrière
Guimarães maakte zijn debuut in het Braziliaans voetbalelftal op 17 november 2020, op bezoek bij Uruguay in een kwalificatiewedstrijd voor het WK 2022. Hij moest van bondscoach Tite op de reservebank beginnen en zag vanaf daar landgenoten Arthur Melo en Richarlison scoren. In de blessuretijd van de tweede helft mocht Guimarães invallen voor Everton Ribeiro. Er vielen geen doelpunten meer, waardoor Brazilië met 0–2 won. Zijn eerste doelpunt maakte de middenvelder tijdens zijn zesde interlandoptreden, tegen Bolivia. Na treffers van Lucas Paquetá en Richarlison maakte hij het derde doelpunt van de Brazilianen. Door een tweede goal van Richarlison werd het uiteindelijk 0–4.
In november 2022 werd Guimarães door Tite opgenomen in de selectie van Brazilië voor het WK 2022. Tijdens dit WK werd Brazilië door Kroatië uitgeschakeld in de kwartfinales nadat in de groepsfase gewonnen was van Servië en Zwitserland en verloren van Kameroen en in de achtste finales Zuid-Korea was uitgeschakeld. Guimarães kwam in twee duels in actie. Zijn toenmalige clubgenoten Kieran Trippier, Nick Pope, Callum Wilson (allen Engeland) en Fabian Schär (Zwitserland) waren ook actief op het toernooi.
Guimarães werd door bondscoach Dorival Júnior in mei 2024 opgenomen in de Braziliaanse selectie voor de Copa América 2024. In de groepsfase speelde Brazilië gelijk tegen Costa Rica (0–0) en Colombia (1–1) en won het land van Paraguay (1–4), waardoor Brazilië doorging naar de kwartfinales. Hierin was Uruguay na een initieel gelijkspel te sterk in de strafschoppenserie: 0–0 en daarna 4–2. Guimarães speelde in alle vier de wedstrijden mee. Zijn toenmalige clubgenoot Miguel Almirón (Paraguay) was ook actief op het toernooi.
| Interlands van Bruno Guimarães voor Brazilië | Interlands van Bruno Guimarães voor Brazilië | Interlands van Bruno Guimarães voor Brazilië | Interlands van Bruno Guimarães voor Brazilië | Interlands van Bruno Guimarães voor Brazilië | Interlands van Bruno Guimarães voor Brazilië | Interlands van Bruno Guimarães voor Brazilië |
| №                                            | Datum                                        | Wedstrijd                                    | Uitslag                                      | Competitie                                   | Doelpunten                                   |                                              |
| Als speler bij Olympique Lyon                | Als speler bij Olympique Lyon                | Als speler bij Olympique Lyon                | Als speler bij Olympique Lyon                | Als speler bij Olympique Lyon                | Als speler bij Olympique Lyon                | Als speler bij Olympique Lyon                |
| -------------------------------------------- | -------------------------------------------- | -------------------------------------------- | -------------------------------------------- | -------------------------------------------- | -------------------------------------------- | -------------------------------------------- |
| 1                                            | 17 november 2020                             | Uruguay – Brazilië                           | 0 – 2                                        | WK 2022 kwalificatie                         |                                              |                                              |
| 2                                            | 2 september 2021                             | Chili – Brazilië                             | 0 – 1                                        | WK 2022 kwalificatie                         |                                              |                                              |
| 3                                            | 9 september 2021                             | Brazilië – Peru                              | 2 – 0                                        | WK 2022 kwalificatie                         |                                              |                                              |
| Als speler bij Newcastle United              |                                              |                                              |                                              |                                              |                                              |                                              |
| 4                                            | 1 februari 2022                              | Brazilië – Paraguay                          | 4 – 0                                        | WK 2022 kwalificatie                         |                                              |                                              |
| 5                                            | 24 maart 2022                                | Brazilië – Chili                             | 4 – 0                                        | WK 2022 kwalificatie                         |                                              |                                              |
| 6                                            | 29 maart 2022                                | Bolivia – Brazilië                           | 0 – 4                                        | WK 2022 kwalificatie                         | 66'                                          |                                              |
| 7                                            | 2 juni 2022                                  | Zuid-Korea – Brazilië                        | 1 – 5                                        | Vriendschappelijk                            |                                              |                                              |
| 8                                            | 6 juni 2022                                  | Japan – Brazilië                             | 0 – 1                                        | Vriendschappelijk                            |                                              |                                              |
| 9                                            | 28 november 2022                             | Brazilië – Zwitserland                       | 1 – 0                                        | WK 2022                                      |                                              |                                              |
| 10                                           | 2 december 2022                              | Kameroen – Brazilië                          | 1 – 0                                        | WK 2022                                      |                                              |                                              |
| 11                                           | 17 juni 2023                                 | Brazilië – Guinee                            | 4 – 1                                        | Vriendschappelijk                            |                                              |                                              |
| 12                                           | 20 juni 2023                                 | Brazilië – Senegal                           | 2 – 4                                        | Vriendschappelijk                            |                                              |                                              |
| 13                                           | 8 september 2023                             | Brazilië – Bolivia                           | 5 – 1                                        | WK 2026 kwalificatie                         |                                              |                                              |
| 14                                           | 12 september 2023                            | Peru – Brazilië                              | 0 – 1                                        | WK 2026 kwalificatie                         |                                              |                                              |
| 15                                           | 12 oktober 2023                              | Brazilië – Venezuela                         | 1 – 1                                        | WK 2026 kwalificatie                         |                                              |                                              |
| 16                                           | 17 oktober 2023                              | Uruguay – Brazilië                           | 2 – 0                                        | WK 2026 kwalificatie                         |                                              |                                              |
| 17                                           | 16 november 2023                             | Colombia – Brazilië                          | 2 – 1                                        | WK 2026 kwalificatie                         |                                              |                                              |
| 18                                           | 21 november 2023                             | Brazilië – Argentinië                        | 0 – 1                                        | WK 2026 kwalificatie                         |                                              |                                              |
| 19                                           | 23 maart 2024                                | Engeland – Brazilië                          | 0 – 1                                        | Vriendschappelijk                            |                                              |                                              |
| 20                                           | 26 maart 2024                                | Spanje – Brazilië                            | 3 – 3                                        | Vriendschappelijk                            |                                              |                                              |
| 21                                           | 8 juni 2024                                  | Mexico – Brazilië                            | 2 – 3                                        | Vriendschappelijk                            |                                              |                                              |
| 22                                           | 12 juni 2024                                 | Verenigde Staten – Brazilië                  | 1 – 1                                        | Vriendschappelijk                            |                                              |                                              |
| 23                                           | 25 juni 2024                                 | Brazilië – Costa Rica                        | 0 – 0                                        | Copa América 2024                            |                                              |                                              |
| 24                                           | 27 juni 2024                                 | Paraguay – Brazilië                          | 1 – 4                                        | Copa América 2024                            |                                              |                                              |
| 25                                           | 2 juli 2024                                  | Brazilië – Colombia                          | 1 – 1                                        | Copa América 2024                            |                                              |                                              |
| 26                                           | 6 juli 2024                                  | Uruguay – Brazilië                           | 0 – 0 (4 – 2 n.s.)                           | Copa América 2024                            |                                              |                                              |
| 27                                           | 6 september 2024                             | Brazilië – Ecuador                           | 1 – 0                                        | WK 2026 kwalificatie                         |                                              |                                              |
| 28                                           | 10 september 2024                            | Paraguay – Brazilië                          | 1 – 0                                        | WK 2026 kwalificatie                         |                                              |                                              |
| 29                                           | 10 oktober 2024                              | Chili – Brazilië                             | 1 – 2                                        | WK 2026 kwalificatie                         |                                              |                                              |
| 30                                           | 15 oktober 2024                              | Brazilië – Peru                              | 4 – 0                                        | WK 2026 kwalificatie                         |                                              |                                              |
| 31                                           | 14 november 2024                             | Venezuela – Brazilië                         | 1 – 1                                        | WK 2026 kwalificatie                         |                                              |                                              |
| 32                                           | 19 november 2024                             | Brazilië – Uruguay                           | 1 – 1                                        | WK 2026 kwalificatie                         |                                              |                                              |
| 33                                           | 20 maart 2025                                | Brazilië – Colombia                          | 2 – 1                                        | WK 2026 kwalificatie                         |                                              |                                              |

Bijgewerkt op 17 april 2025.

## Erelijst
| Competitie                                        |                      |                      |                      |                      |
| Competitie                                        | Aantal               | Jaren                |                      |                      |
| Athletico Paranaense                              | Athletico Paranaense | Athletico Paranaense | Athletico Paranaense | Athletico Paranaense |
| ------------------------------------------------- | -------------------- | -------------------- | -------------------- | -------------------- |
| Copa do Brasil                                    | 1                    | 2019                 |                      |                      |
| Campeonato Paranaense                             | 1                    | 2018                 |                      |                      |
| CONMEBOL Sudamericana                             | 1                    | 2018                 |                      |                      |
| J.League Cup / CONMEBOL Sudamericana Championship | 1                    | 2019                 |                      |                      |
| Newcastle United                                  |                      |                      |                      |                      |
| EFL Cup                                           | 1                    | 2024/25              |                      |                      |
| Brazilië –23                                      |                      |                      |                      |                      |
| Olympische Zomerspelen                            | 1                    | 2020                 |                      |                      |
| Individueel                                       |                      |                      |                      |                      |
| Série A Team van het Jaar                         | 1                    | 2019                 |                      |                      |